# アルバート・オールドマン

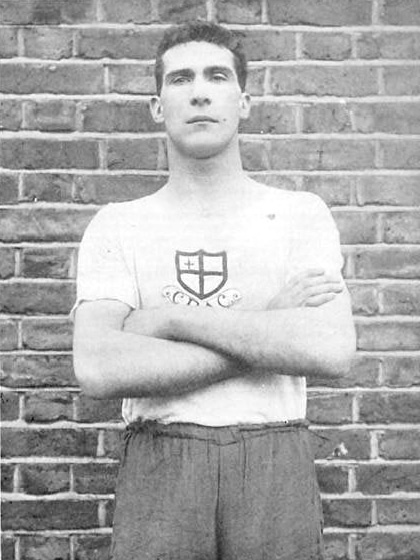

アルバート・レオナルド・オールドマン（Albert Leonard Oldman、1883年11月18日 - 1961年1月15日）は、イギリスのスーパーヘビー級のボクシング選手である。イングランド・ロンドン出身。
1908年のロンドンオリンピックのヘビー級で優勝した。
彼の金メダルへの道程は、史上もっともスムーズなものであった。1回戦では1分以内に相手をノックアウトし、準決勝は不戦勝であった。決勝のシドニー・エヴァンス戦でも2分かからずに試合を終わらせた。
オールドマンは英国近衛騎兵隊として勤めており、後にロンドン市警察の警察官となった。1910年にはスリランカ軍に加わるために移住した。